# Devonshire Regiment

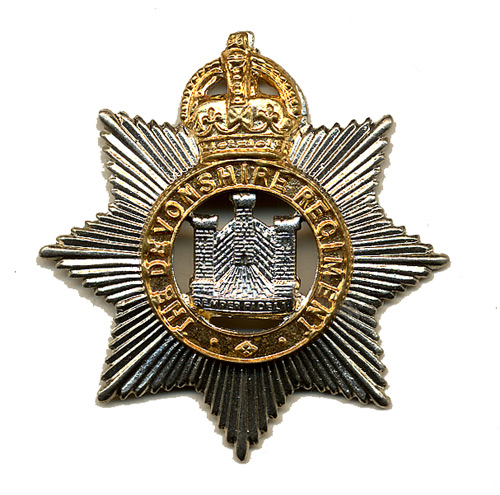
Cap badge du régiment.

Le Devonshire Regiment est un régiment d'infanterie de la British Army qui a servi sous divers noms dans de nombreuses guerres et conflits de 1685 à 1958, tels que la seconde guerre des Boers, la Première et la Seconde Guerre mondiale.
En 1958, le régiment a fusionné avec le Dorset Regiment (en) pour former le Devonshire and Dorset Regiment (en) qui, en 2007, a lui-même fusionné avec The Royal Gloucestershire, Berkshire and Wiltshire Regiment, les Royal Green Jackets et la Light Infantry pour former un grand regiment (en) nommé The Rifles.